# 伊予北條站
伊予北條站（日语：／ Iyo-hōjō eki */?）是位在日本愛媛縣松山市、隸屬於四國旅客鐵道（JR四國）予讚線的鐵路車站。車站編號為Y48，是未併入松山市前的北條市中心車站。現時除了日中時段的部份特急列車會不停靠外，其他時段的特急列車及全日普通列車均會停靠。由於在日本國鐵時代，在信越本線已經設有北條站，因此本站開業時逐加入舊令制國名稱「伊予」以作識別。
車站副站名為「野生鹿棲息及鹿島之站」（野生シカの生息する鹿島の駅）。在距離車站約10分鐘步行距離，可到達北條港碼頭，乘坐渡輪可以前往約300米外的北條鹿島，該處以野生鹿、海灘及釣鯛魚而著名。
作為予讚線最先電化的區域之一，本站也是其中一個區間車的終點站，但班次不多，且只限至松山站（有一班伸延至伊予市站）的區間。

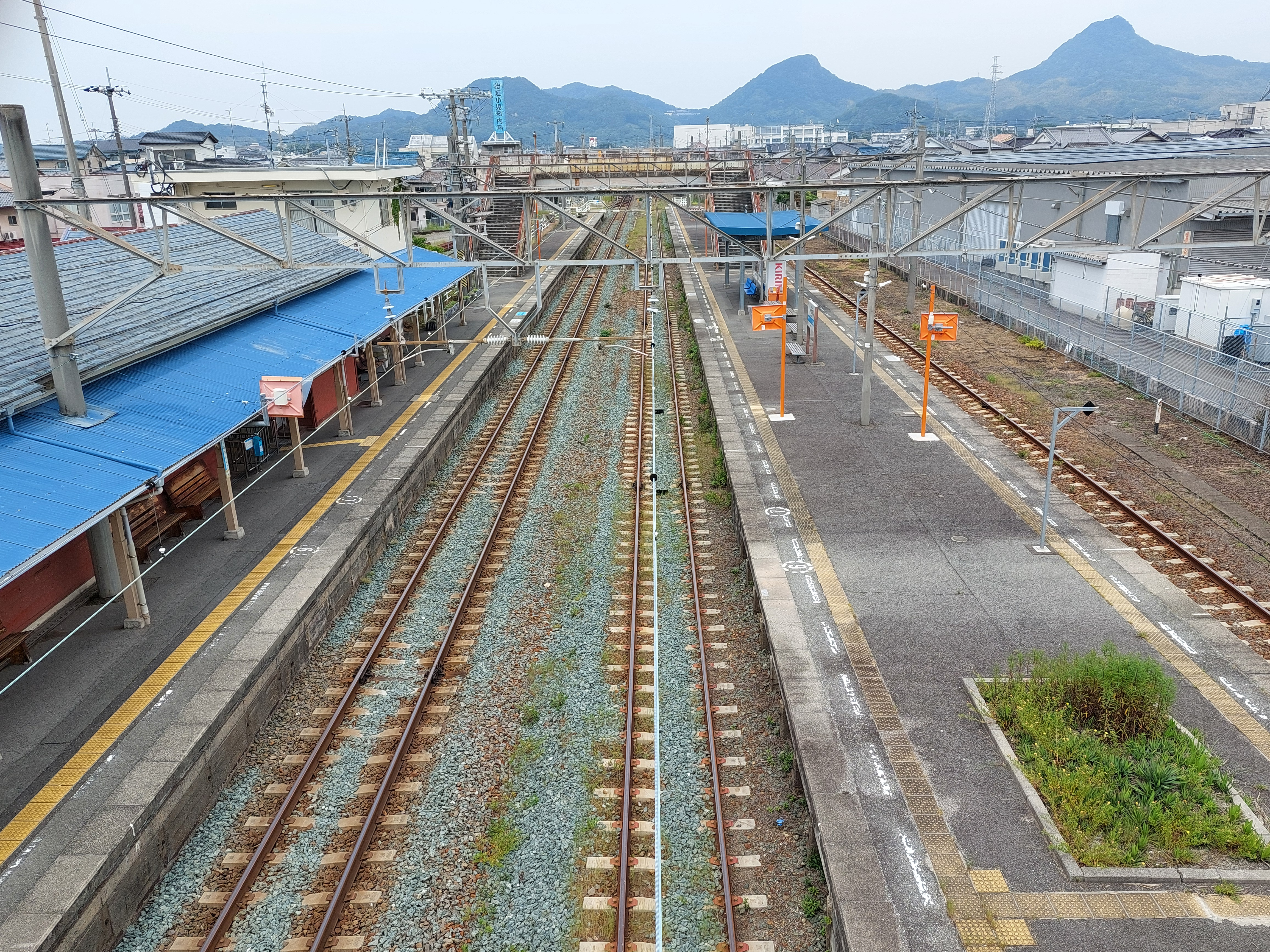
月台全景（2024年5月）

## 車站結構
設有木製單層站舍一座，左側為設有綠窗口的售票處及站務室；中央為候車大堂、自動售票機及駐員閘口；右側為商店，現時由一家售賣物產的商店進駐。另外設有獨立建築的洗手間，位於站舍右邊，可分別讓站內及站外的人士使用。
設有側式月台及比島式月台各1個，共提供2面3線的配置。其中1號月台為本線，上下行的特急列車如非處於交換路軌狀態，皆會直接駛入1號月台。

## 月台配置
| 月台 | 路線    | 方向 | 目的地                           |
| ---- | ------- | ---- | -------------------------------- |
| 1－3 | ■予讚線 | 上行 | 今治、伊予西條、高松、岡山方向   |
| 1－3 | ■予讚線 | 下行 | 松山、伊予市、八幡濱、宇和島方向 |

## 歷史
- 1926年3月28日：隨讚豫線由菊間伸延至本站，作為終點站開業[3]。
- 1987年4月1日：日本國鐵分割民營化，車站經營權由JR四國繼承。
- 1990年11月21日：本站至伊予市站電化。

## 使用人數
根據JR四國的統計，2014年度的乘客量為所有JR四國車站中排第18，達1,330人，比前一年下跌1位。但與由愛媛縣所做的統計，兩者間則出現偏差。
| 乗車人員推算 | 乗車人員推算         | 乗車人員推算         |
| 年度         | 1日平均人數 (愛媛縣) | 1日平均人數 (JR四國) |
| ------------ | -------------------- | -------------------- |
| 2000         | 1,792                | ---                  |
| 2001         | 1,680                | ---                  |
| 2002         | 1,599                | ---                  |
| 2003         | 1,524                | ---                  |
| 2004         | 1,541                | ---                  |
| 2005         | 1,543                | ---                  |
| 2006         | 1,529                | ---                  |
| 2007         | 1,513                | ---                  |
| 2008         | 1,492                | ---                  |
| 2009         | 1,414                | ---                  |
| 2010         | 1,348                | ---                  |
| 2011         | ---                  | ---                  |
| 2012         | ---                  | ---                  |
| 2013         | ---                  | 1,416                |
| 2004         | ---                  | 1,330                |

## 相鄰車站
※停靠此站的「潮風」「石鎚」「Midnight EXP松山」「Morning EXP松山」（「潮風」「石鎚」只限一部分）的相鄰停靠站參見各列車條目。
四國旅客鐵道（JR四國）
■予讚線
大浦（Y47）－伊予北條（Y48）－柳原（Y49）

## 外部連結
- JR四國伊予北條公式網頁。